# Voo 815 (Lost)
O voo 815 da Oceanic Airlines é um voo fictício, peça chave do aclamado seriado norte-americano Lost, uma vez que sua queda é justamente o fato que origina a trama. O avião partiu de Sydney, Austrália, no dia 22 de Setembro de 2004, às 14h55, do portão 23, com destino a Los Angeles, Califórnia, Estados Unidos. A viagem foi feita em um Boeing 777, um jato novo, de longa distância que foi lançado em 1994.
Após aproximadamente seis horas de voo, o voo 815 teve problemas como o seu rádio. O piloto decidiu mudar de rota em direção a Fiji e, aproximadamente duas horas depois, o avião entrou em turbulência.
O avião começou um grande mergulho de bico, e então quebrou em vários pedaços. A área da cauda partiu-se antes, e caiu no mar. Momentos depois, o setor frontal e o meio cairam na ilha.
A queda corresponde precisamente ao horário listado em um histórico impresso de uma descarga eletromagnética, que ocorreu quando Desmond falhou ao digitar o código na Estação Cisne. Entretanto, o motivo exato da queda é incerto, mas parece plausível que um pulso magnético da descarga tenha sido forte o bastante para despedaçar o avião.
Os números aparecem aqui na combinação comum de 815 (ou 0, 8, 15). Muitos dos personagens estavam sentados em poltronas que continham um dos números, e ainda: o voo partiu às 14h55 (1+4+5+5 = 15) do portão 23.
No final da segunda temporada, Desmond diz que acha que ele derrubou o avião, por causa do momento em que causou a Falha do Sistema estar no registro de atividade impresso por Locke na Pérola e concidir com a data 22 de setembro de 2004, quando o avião caiu.
Se o avião caiu oficialmente no mesmo minuto em que a Falha do Sistema da Estação Cisne ocorreu, a queda ocorreu as 16h16. (Em outro formato de horário, 4:16 pm, sendo que 4 é um dos números).

## A queda
O avião, aparentemente despressurizado, partiu-se no ar e caiu numa remota ilha num ponto desconhecido do Pacífico Sul. Ele foi despedaçado em 4 partes (Cabine/Primeira Classe, Seção Intermediária, Compartimento de Carga e a Parte da Cauda) antes de atingir o solo.
A Parte da Frente do avião caiu no meio da floresta, e todos, com excepção do Piloto, morreram (até agora).
A Seção Intermediária caiu perto da praia, onde ficaram a maioria dos sobreviventes. Jack, no entanto, foi atirado para a selva.
A Parte da Cauda caiu no oceano, e os sobreviventes precisaram de nadar até a praia, com exceção de Bernard cujo assento ficou pendurado numa parte mais alta da selva.
O Compartimento de Carga caiu perto das cavernas.
Os sobreviventes recordam-se de acontecimentos anteriores a queda, mas nada sobre a queda em si. Kate é uma exceção nesse caso, já que disse a Jack no episódio Pilot, Part 1 que ela permaneceu consciente todo o tempo e viu tudo o que aconteceu.
O episódio Live Together, Die Alone indica que Desmond não voltou ao Cisne a tempo de digitar o código, criando uma Falha do Sistema. Ele usou o registro de atividade impresso para comparar o horário dessa falha com a data e hora exata da queda, o que o levou a acreditar que ele foi o responsável pelo acidente com o avião. Então, o campo magnético parece ter causado a queda.